# محمد بن منور
محمد بن منور بن ابوسعید بن ابوطاهر بن ابوسعید ابوالخیر نواده عارف نامی ، شیخ ابوسعید ابوالخیر و نویسنده کتاب عرفانی اسرارالتوحید فی مقامات شیخ ابو سعید ابی الخیر درباره جد خویش است و این کتاب را در حدود ۵۷۰ هجری قمری به رشته تحریر درآورده است. او در قرن ششم هجری می زیسته است.و آشنا با مباحث تصوف و اقوال و احوال مشایخ صوفیه بود.تا چندی پس از ۵۵۱ ق در میهنه به سر برد. گویا پس از آن به هرات رفت و همان جا درگذشت. 

تنها اثر وی اسرارالتوحید، درباره حالات و کرامات ابوسعید ابوالخیر است. وی این کتاب را در سه باب نوشت: 
باب اول در ابتدای حالت شیخ که بیان کننده اوایل زندگی ابوسعید و مسیر وی تا رسیدن به مقام و منزلت شیخی است.
باب دوم  در وسط حالت شیخ که به بیان حالات شیخ در سال‌های میانی حیات او اختصاص دارد.
و باب انتهایی باب سوم است که در انتهای حالت شیخ است و به بیان روز های انتهایی زندگی شیخ و وصایای ایشان می پردازد.
در انتهای کتاب نیز اشعار و سخنان پراکنده ای از شیخ ذکر شده است.
وی بسیاری از اقوال و اشعاری را که بر زبان وی رفته بود گردآورد و با استفاده از منابع و شاهدان معتبرتر کرامات و سخنان وی را در این کتاب جمع آوری نمود.
۱-
شیخ را گفتند: «فلان کس بر روی آب می‏رود.» گفت: «سهل است، بزغی و صعوه ای نیز برود». گفتند :«فلان کس در هوا پرد.» گفت:«مگسی و زغن ه‏ای می‏پرد.» گفتند: «فلان کس در یک لحظه از شهری به شهری می شود.» شیخ گفت:«شیطان نیز در یک نفس از مشرق به مغرب می‏شود. این چنین چیزها را بس قیمتی نیست. مرد آن بود که در میان خلق بنشیند و برخیزد و بخسبد و بخورد و در میان بازار در میان خلق ستد و داد کند و با خلق بیامیزد و یک لحظه، به دل، از خدا غافل نباشد.»

۲-
زنی بوده است در نشابور او را ایشی نیلی گفتندی، عابده و زاهده و از خاندان بزرگ واهل نشابور بوی تقرب نمودندی، مدت چهل سال بود کی پای از در سرای بیرون ننهاده بودو دایۀ داشت کی او را خدمت کردی. چون آوازۀ شیخ قدس اللّه روح العزیز در نشابور منتشر شد، روزی ایشی دایه را گفت برخیز و به مجلس شیخ رو و سخنی کی گوید یاد گیر.دایه به مجلس شیخ حاضر آمد و شیخ سخن می‌گفت دایه آن سخن یاد نتوانست گرفت. شیخ این بیت بگفت. بیت:

من دانگی و نیم داشتم حبۀ کم
دو کوزه نبید خریده‌ام پارۀ کم

بر بربط مانه زیر ماندست و نه بم
تا کی گویی قلندری و غم و غم

چون دایه باز آمد ایشی پرسید که شیخ چه گفت؟ او این بیت را یاد گرفته بود، بگفت. ایشی گفت برخیز و دهان بشوی! این چه سخن دانشمندان و زاهدان بود؟ دایه از آن سخن دهان بشست. و این ایشی را عادت بودی که از برای مردمان داروی چشم ساختی، آن شب بخفت، چیزی سهمناک بخواب دید، برجست و هر دو چشم ایشی درد خاست.
هر چند کی داروساخت بهتر نشد، بهمۀ اطبا التجا کرد، هیچ شفا نیافت، بیست شبان روز ازین درد فریاد می‌کرد، یک شب در خواب شد، در واقعه می‌بیند کی اگر می‌خواهی کی چشم تو بهتر گردد برو و رضای شیخ بدست آور. دیگر روز ایشی هزار درم فتحی در کیسه کرد و بدایه داد و گفت بخدمت شیخ بر، چون شیخ ازمجلس فارغ شود پیش او بنه و هیچ مگوی و بازگرد.
دایه به مجلس آمد چون شیخ از مجلس فارغ شد سلام کرد و کیسۀ سیم پیش شیخ بنهاد. و شیخ را سنت چنان بودی که چون از مجلس فارغ شدی مریدی خشک نانی و خلالی پیش شیخ بنهادی، شیخ نان بخوردی و خلال کردی. چون دایه پیش شیخ آمد شیخ خلال می‌کرد خواست که بازگردد، شیخ گفت بیا و این خلال را نزدیک کدبانو بر، و بگوی که این خلال در آب بشوی و آب آنرا در چشم مال تا شفا یابی. و انکار و داوری این طایفه از دل بیرون کن تا چشم باطنت نیز شفا یابد.

دایه این سخن با ایشی بگفت، ایشی اشارت شیخ نگاه داشت و خلال بآب بشست و در چشم کشید، در حال شفا یافت بقدرت خدای.دیگر روز برخاست و هرچ داشت از زر و جواهر و جامه برگرفت و پیرایه بخدمت شیخ آورد و گفت ای شیخ توبه کردم و انکار و داوری از سینه بیرون کردم. شیخ گفت مبارک باد و گفت او را پیش والدۀ بوطاهر برید تا او را خرقه پوشد. و شیخ او را فرمود کی خدمت این طایفه را اختیار کن. پس ایشی برخاست و خرقه پوشید و خدمت این طایفه پیش گرفت و هرچ داشت درباخت.
۳-درویشی بود در از جاه او را حمزۀ سکاک نام بود، مرید شیخ بود و هر روز که نوبت مجلس شیخ بودی بمیهنه آمدی و چون شیخ مجلس بگفتی حمزه بازگشتی.مگر روز پنجشنبه شیخ نماز آدینه بگزاردی بازگشتی و مردی عزیز و گرم رو بود اما چون بی دلی بود. و در آن وقت جمعی صوفیان در مسجد خانۀ شیخ زاویۀ داشتندی. روزی گرمگاه این حمزه در مسجد شیخ آمد وغلبۀ بکرد و در مسجد بدرشتی هرچ تمامتر باز زد چنانک همۀ درویشان از آن آسیب کوفته شدند و متغیر شدند. 
شیخ را از آن حال آگاهی بود، بیرون آمد و معهود شیخ نبود کی در آن وقت بیرون آید. چون شیخ بیرون آمد جمع در اضطراب درآمدند و از حمزه شکایت کردند که ما را بشولیده می‌دارد. شیخ بفرمود که تا حمزه را بخوانند وحمزه به بازار رفته بود، برفتند و او را پیش آوردند. 

شیخ گفت یاحمزه درویشان از تو شکایت می‌کنند که اوقات ایشان را بشولیده می‌داری ؟ حمزه گفت: ای شیخ چون طاقت بار حمزه نمی‌دارند جامۀ حمالان برباید کشید، شیخ را وقت خوش ببود و نعرۀ بزد و گفت بازگوی! حمزه بازگفت. شیخ نعرۀ دیگر بزد پس حسن را فرمود کی شکر آورد، حسن طبقی شکر پیش شیخ آورد، شیخ بدست مبارک خویش بسر حمزه فرو می‌ریخت و همچنان نعره می‌زد و می‌گفت: من لم یطق احتمال الاذی فعلیه ان ینزع ثوب الحمالین. 